# پناهگاه وری
پناهگاه وری مربوط به دوره اشکانیان است و در شهرستان مهران، بخش ملکشاهی، دهستان گچی، ۷۰۰ متری شمال روستای متروکهٔ وری واقع شده و این اثر در تاریخ ۲۶ اسفند ۱۳۸۶ با شمارهٔ ثبت ۲۲۱۳۸ به‌عنوان یکی از آثار ملی ایران به ثبت رسیده است.